# Isaacus Rothovius
Isaacus Rothovius (né le 1er novembre 1572 dans le Småland - décédé le 10 février 1652 à Turku) a été évêque de Turku de 1627 à 1652.

## Biographie

### Famille
Isaacus Rothovius est né dans le Småland, dans le sud de la Suède, en 1572. Il est fils d'un fermier, Börje Larsson. Le grand-père de Rothovius est un capitaine d'immigrants allemands nommé Lorentz Roth. Le frère jumeau de Rothovius, Jonas Rothovius, est le surintendant de Kalmar de 1618 à 1626.

### Éducation
Rothovius fréquente plusieurs écoles secondaires supérieures et, en 1595, se rend à Uppsala, où il devient en 1597 professeur des frères Axel Oxenstierna, Krister Oxenstierna et Gabriel Oxenstierna, avec lesquels il se rend en Allemagne la même année et visite les universités de Rostock et de Wittemberg. Pendant son séjour à Wittemberg, Rothovius obtient une maîtrise de philosophie en 1602. Il est également ordonné pasteur en 1602. Plus tard, il retourne dans sa patrie et est nommé en 1603 vicaire de Nyköping, où il reste jusqu'en 1627.

### Évêque
En 1627, il est nommé évêque de Turku, mais il ne parle pas finnois à son arrivée à Turku. Il considérait également les Finlandais (surtout pendant les premières années de son mandat) comme des barbares. L'évêque Rothovius a forcé l'Église évangélique luthérienne finlandaise et ses prêtres à modifier plusieurs de leurs coutumes, comme lire différents passages de la Bible depuis différents côtés de l'église, et porter des vêtements colorés, ce qui lui rappelait le passé catholique romain de la Finlande. 
Les réalisations les plus remarquables de l'évêque Rothovius ont été son aide pour accélérer la traduction de l'ensemble de la Bible en finnois (achevée en 1642), la transformation de l'école de la cathédrale de Turku en gymnase de Turku (une école secondaire supérieure) en 1630, et le soutien à la création de l'Académie royale d'Åbo en 1640. Il a également contribué à la formation de certaines églises paroissiales, comme la séparation de Myrskylä de Pernå en 1636.